# Ali Zeinali
Ali Zeinali là một cầu thủ bóng đá người Iran thi đấu cho Naft Talaieh ở Persian Gulf Pro League.

## Sự nghiệp câu lạc bộ
Zeinali dành toàn bộ sự nghiệp cho Saipa F.C..
| Thành tích câu lạc bộ | Thành tích câu lạc bộ | Thành tích câu lạc bộ | Giải vô địch | Giải vô địch | Cúp       | Cúp       | Châu lục | Châu lục  | Tổng cộng | Tổng cộng |
| Mùa giải              | Câu lạc bộ            | Giải vô địch          | Số trận      | Bàn thắng    | Số trận   | Bàn thắng | Số trận  | Bàn thắng | Số trận   | Bàn thắng |
| Iran                  | Iran                  | Iran                  | Giải vô địch | Giải vô địch | Cúp Hazfi | Cúp Hazfi | Châu Á   | Châu Á    | Tổng cộng | Tổng cộng |
| --------------------- | --------------------- | --------------------- | ------------ | ------------ | --------- | --------- | -------- | --------- | --------- | --------- |
| 2009–10               | Saipa                 | Pro League            | 17           | 0            | 0         | 0         | –        | –         | 17        | 0         |
| 2010–11               | Saipa                 | Pro League            | 12           | 0            | 0         | 0         | –        | –         | 12        | 0         |
| 2011–12               | Saipa                 | Pro League            | 10           | 0            | 1         | 0         | –        | –         | 11        | 0         |
| 2012–13               | Saipa                 | Pro League            | 15           | 1            | 0         | 0         | –        | –         | 15        | 0         |
| 2013–14               | Saipa                 | Pro League            | 26           | 1            | 1         | 0         | –        | –         | 27        | 1         |
| 2014–15               | Saipa                 | Pro League            | 21           | 4            | 0         | 0         | –        | –         | 21        | 4         |
| 2015–16               | Saipa                 | Pro League            | 26           | 4            | 0         | 0         | –        | –         | 26        | 4         |
| Tổng cộng sự nghiệp   | Tổng cộng sự nghiệp   | Tổng cộng sự nghiệp   | 127          | 10           | 2         | 0         | 0        | 0         | 129       | 10        |

- Assists

| Mùa giải | Đội bóng | Kiến tạo |
| -------- | -------- | -------- |
| 10–11    | Saipa    | 1        |
| 11–12    | Saipa    | 0        |
| 12–13    | Saipa    | 0        |
| 13–14    | Saipa    | 1        |
| 14–15    | Saipa    | 0        |

## Quốc tế
Năm 2010, Zeinali was selected to participate ở U-23 Iran football team's training camp in Poland.